# 罗州 (唐朝)
罗州，唐朝时设置的州。
武德五年（622年）以高涼郡之石龍縣和吳川縣置，治所在石城縣（天寶初改廉江縣，今广东省廉江市）。轄境相當今廉江市和吳川市西部地區。天寶元年（742年）改招義郡。乾元元年（758年），復為羅州。
北宋開寶五年（972年），併入化州。下轄：廉江縣（武德五年由石龍、吳川二縣析置石城縣，天寶元年更名）、南河縣（武德五年由石龍、吳川二縣析置，大曆八年改隸順州）、吳川縣、干水縣（武德五年由石龍、吳川二縣析置招義縣，天寶元年更名）、零綠縣（武德五年由石龍、吳川二縣析置）、石龍縣（武德六年改隸辯州）、陵羅縣（武德五年由石龍、吳川二縣析置，六年改隸辯州）、龍化縣（武德五年由石龍、吳川二縣析置，六年改隸辯州）、罗辩县（武德五年由石龍、吳川二縣析置，六年改隸辯州）、慈廉縣（武德五年由石龍、吳川二縣析置，六年改隸辯州）、羅肥縣（武德五年由石龍、吳川二縣析置，六年改隸辯州）。
另見：羅州故城遺址，位於廣東省廉江市河唇鎮西南2.5公里的龍湖村東側山坡。
羅州刺史
- 冯士翙（唐高宗前期）
- 萧蕃（851年）
- 傅德昭（唐末）